# Phytocoris deserticola
Phytocoris deserticola är en insektsart som beskrevs av Knight 1927. Phytocoris deserticola ingår i släktet Phytocoris och familjen ängsskinnbaggar. Inga underarter finns listade i Catalogue of Life.